# Beijing Ducks
Maillots
Actualités
Beijing Jinyu Ducks (北京金隅鸭) ou Beijing Ducks ou Beijing Jinyu est une équipe de basket-ball de la division Nord de la Chinese Basketball Association, basée à Pékin. Son ancien nom était Beijing Shougang Ducks (北京首钢) ou Beijing Shougang, mais celui-ci a changé en raison d'un changement de sponsor. Cette équipe ne doit pas être confondue avec les Beijing Olympians, qui est une équipe différente.
Pendant une partie de la saison 2003-2004, l'équipe est connue sous le nom de Beijing Wanfeng Aote, une fois de plus à cause de sponsor.L'entreprise sponsor de l'équipe est Beijing Jinyu Group Co., Ltd., le plus grand conglomérat de construction de matériel en Chine.

## Historique
Beijing Ducks a été initialement formé comme l’équipe masculine de basket-ball de Pékin en 1956. En octobre de la même année, la saison de la ligue nationale de basketball a eu lieu à Chongqing. Le club de Pékin, avec seulement 7 joueurs inscrits sur sa liste, a remporté le championnat de cette édition NBL. L’équipe a réussi une troisième place dans la même compétition lorsque le tournoi a eu lieu à Hangzhou en 1961.
En 1988, le club a été parrainé pour la première fois par la Shougang Corporation et a été rebaptisé Beijing Shougang. Lorsque le canard a été confirmé comme la mascotte de l’équipe en 1995, le club a participé à la saison inaugurale de la CBA comme l’équipe de basketball de Beijing Shougang Ducks.
En octobre 1997, la Shougang Corporation a de nouveau rebaptisé le club comme l’équipe de basketball Beijing Shougang, dans une tentative, finalement infructueuse, de donner au nom de la société une plus grande importance que la mascotte.
Le club avait un formidable duo de joueurs dans les premiers jours de la compétition de la CBA avec Mengke Bateer, qui a débuté pour Pékin à l’âge de 18 ans, et Shan Tao, qui était considéré comme l’un des meilleurs pivots chinois à l’époque. Les deux ont aidé les Ducks à une troisième place dans la première saison du club.
À la fin de la saison 2004-2005, les Beijing Ducks terminent à la seconde place de la division Nord, mais perdent en quart de finale contre l'équipe du Sud des Bayi Rockets.
En 2008, l’équipe a visité les États-Unis, s’entraînant à l’Université Marquette et à la Milwaukee School of Engineering au Wisconsin, ainsi qu’à Philadelphie, Madison et Eugene.
Beijing a commencé la saison 2011-2012 avec 13 victoires consécutives et a fini deuxième de la saison régulière. Le club a ensuite accédé à son premier match de finale de la CBA, en grande partie grâce au jeu de l’ancienne star de la NBA, Stephon Marbury. Ils ont remporté leur premier titre CBA en battant Guangdong Southern Tigers 4 à 1. Les Ducks sont la première équipe de la CBA à gagner le titre dès leur première participation, ainsi que le quatrième club à gagner le championnat.
Après avoir été éliminé en demi-finale des Playoffs 2013, Beijing est revenu en finale lors de la campagne 2014 et a remporté son deuxième trophée. Les Ducks récidiveront l'année suivante leur performance, ce qui fait l'obtention de trois titres en quatre ans.

## Joueurs et personnalités du club

### Entraîneurs
- -1997 :  Yuan Chao
- 1997-2009 :  Min Lulei
- 2009-2010 :  Sidney Moncrief
- 2010 :  Yuan Chao
- 2010-2016 :  Min Lulei
- 2016-2020 :  Yannis Christopoulos
- 2020-2021 :  Simone Pianigiani
- 2021-2022 :  Yannis Christopoulos
- 2022-2023 :  Xie Libin
- 2023 :  Ernest Leyden
- 2023- :  Giulio Griccioli

### Joueurs emblématiques
- Shan Tao (1986-1999)
- Mengke Bateer（1994-2002, 2005-2007）
- Zhang Yunsong (1995-2010)
- Olumide Oyedeji (2004-2005)
- Sun Mingming (2009-2014)
- Steve Francis (2010)
- Zaid Abbas (2010-2011)
- Ryan Lee (2010-2014)
- Randolph Morris (2010-2019)
- Zhai Xiaochuan (2011- )
- Stephon Marbury (2011-2017)
- Li Gen (2012-2015)
- Sun Yue (2013-2018)
- Zhang Qingpeng (2014-2017)
- Jeremy Lin (2019- )